# Canigao-Kanal
Der Canigao-Kanal ist eine Meeresstraße im philippinischen Archipel und verbindet die Boholsee im Süden mit der Camotes-See im Norden.
Im Westen befindet sich die Insel Bohol, im Osten der Südteil von Leyte mit der Hafenstadt Maasin City.
Die Meerenge ist nach Canigao benannt, einer kleinen, unbewohnten Insel mit Leuchtturm vor der Küste Leytes. An ihrer westlichen Küste liegen zahlreiche Buchten, in diesen erstrecken sich große Wattflächen und Mangrovenwälder. Diese stehen teilweise unter Naturschutz, wie in der Cogtong-Bucht. Die schmalste Stelle im Kanal markiert die Insel Lapinin vor Bohol. Sie ist nur ca. 20 km von Maasin City entfernt.

Der Canigao-Kanal nördlich der Boholsee